# Fotogramas de Plata 1973
El lliurament dels 24è Premis Fotogramas de Plata, corresponents a l'any 1973, lliurats per la revista espanyola especialitzada en cinema Fotogramas, va tenir lloc el 30 de gener de 1974 a Barcelona.

## Candidatures

### Millor intèrpret de cinema espanyol
| Intèrpret   | Pel·lícula                | Resultat   |
| ----------- | ------------------------- | ---------- |
| Ana Torrent | El espíritu de la colmena | Guanyadora |

### Millor intèrpret de cinema estranger
| Actriu      | Pel·lícula         | Resultat   |
| ----------- | ------------------ | ---------- |
| Woody Allen | Play It Again, Sam | Guanyadora |

### Millor intèrpret de televisió
| Intèrprete            | Sèrie de televisió | Resultat  |
| --------------------- | ------------------ | --------- |
| Fernando Fernán Gómez | Juan soldado       | Guanyador |

### Millor intèrpret de teatre
| Intèrpret   | Muntatge   | Resultat  |
| ----------- | ---------- | --------- |
| Els Joglars | Mary d'Ous | Guanyador |

### Millor activitat musical
| Intèrpret  | Resultat  |
| ---------- | --------- |
| Toti Soler | Guanyador |